# Rhaconotus mahensis
Rhaconotus mahensis är en stekelart som beskrevs av Wilkinson 1931. Rhaconotus mahensis ingår i släktet Rhaconotus och familjen bracksteklar. Inga underarter finns listade i Catalogue of Life.